# ミケル・アランブル
ミケル・アランブル・エイサギーレ（Mikel Aranburu Eizagirre, 1979年2月18日 - ）は、スペイン・アスペイティア出身の元サッカー選手。現役時代のポジションはMF。2020年よりレアル・ソシエダでスカウトを務めている。
キャリアを通してレアル・ソシエダのみに在籍し、同クラブにて公式戦427試合に出場して32得点を挙げた。

## 経歴
レアル・ソシエダの下部組織出身で、18歳であった1996-97シーズン最終戦のCDログロニェス戦でトップチームデビューした。それ以来12年間、レギュラーを確保し、シャビ・アロンソ在籍時はパートナーを務めた。2002-03シーズンは2位でシーズンを終えた。ミケル・アロンソやガリコイツ・ウランガが2008年に退団した後は、リーグ戦準優勝を知る唯一の生き残り選手となった。2006-07シーズン終了後にはセグンダ・ディビシオン（2部）降格が決定したが、契約を延長してセグンダで戦う意思を表明した。
クラブからは契約更新のオファーがあったものの、2011-12シーズン終了後に現役引退した。

## 所属クラブ
- レアル・ソシエダB 1996-1999
- レアル・ソシエダ 1997-2012